# Uscana indica
Uscana indica är en stekelart som beskrevs av Pajni och Tewari 2002. Uscana indica ingår i släktet Uscana och familjen hårstrimsteklar. Inga underarter finns listade i Catalogue of Life.